# Chlamisus euphorbiae
Chlamisus euphorbiae es un coleóptero de la familia Chrysomelidae.
Fue descrita científicamente en 1983 por Medvedev in Medvedev & Zajtsev.